# Anne (Fernsehserie)
Anne ist eine türkische Fernsehserie, die von 2016 bis 2017 auf Star TV ausgestrahlt wurde.

## Inhalt
Zeynep Güneş bekommt einen Job als Aushilfslehrerin an einer örtlichen Grundschule in der Stadt Bandırma. Bald wird ihr klar, dass eine ihrer Schülerinnen, Melek, unter Kindesmissbrauch durch ihre Mutter Şule und deren Freund Cengiz leidet. Als Zeynep erkennt, dass niemand etwas unternimmt, um Melek zu helfen, nimmt sie die Sache selbst in die Hand, indem sie Meleks Tod vortäuscht. Zeynep entführt sie nach Istanbul und versucht, ihre neue Mutter zu werden. Als Şule und Cengiz jedoch herausfinden, dass Melek tatsächlich lebt, und sie zurückhaben will, beschließt Şule, Melek zu zwingen und ihre Liebe zu erwidern. Als Şule und Cengiz ein neues Baby, Hassan, bekommen, ist Melek gezwungen, sich sowohl um ihn als auch um sich selbst zu kümmern. Trotzdem weigert sich Zeynep aufzugeben, bis sie Melek wieder bei sich hat. Schließlich wird Şule und Zeynep klar, dass sie zusammenarbeiten müssen, um das alles in Ordnung zu bringen.  Die Geschichte dreht sich um Meleks Leben, Zeyneps Identität und die unersetzliche Bindung zwischen Mutter und Tochter.

## Besetzung
| Schauspieler    | Rolle         | Folge |
| --------------- | ------------- | ----- |
| Cansu Dere      | Zeynep Güneş  | 1–33  |
| Vahide Perçin   | Gönül Aslan   | 1–33  |
| Beren Gökyıldız | Melek Akçay   | 1–33  |
| Gonca Vuslateri | Şule Akçay    | 1–113 |
| Berkay Ateş     | Cengiz Yıldız | 1–33  |
| Can Nergis      | Ali Arhan     | 1–33  |
| Ahsen Eroğlu    | Duru Güneş    | 1–33  |

## Produktion
Regie führten Merve Girgin Aytekin und Emre Kabakuşak. Das Drehbuch schrieb Berfu Ergenekon und die Produzenten waren Faruk Bayhan und Fatih Aksoy. Die Musik der Serie komponierten Cem Tuncer, Ercüment Orkut und Nail Yurtsever.

## Veröffentlichung
Die Serie wurde von 25. Oktober 2016 bis 20. Juni 2017 auf Star TV ausgestrahlt. In der Hauptrolle spielen Cansu Dere, Vahide Perçin, Beren Gökyıldız, Gonca Vuslateri, Berkay Ateş, Çan Nergis und Ahsen Eroğlu.

## Auszeichnungen

### Gewonnen
- 2017: Tokyo Drama Awards in der Kategorie „Special Award“[4]
- 2017: Altın Kelebek Award in der Kategorie „Best Child Actress“[5]